# Lavault-de-Frétoy
Lavault-de-Frétoy település Franciaországban, Nièvre megyében. Lakosainak száma 69 fő (2022. január 1.). Lavault-de-Frétoy Planchez, Arleuf, Anost és Corancy községekkel határos.

## Népesség
A település népességének változása:
| Lakosok száma | 63   | 59   | 66   | 70   | 71   | 72   | 73   | 69   |
|               | 2013 | 2015 | 2017 | 2018 | 2019 | 2020 | 2021 | 2022 |